# Kjell Hovda
Kjell Hovda (* 27. Oktober 1945 in Veggli) ist ein ehemaliger norwegischer Biathlet.
Kjell Hovda startete als Aktiver für Rødberggrunnen IF, Fiskum Skytterlag und Ingeniørvåpenets skole- og øvingsavdeling. Kåre Hovda war sein älterer Bruder. Seinen ersten internationalen Einsatz hatte er bei den Biathlon-Weltmeisterschaften 1969 in Zakopane, wo er 19. des Einzels wurde. Es dauerte bis 1973, dass er erneut bei einer Weltmeisterschaft antreten konnte. In Lake Placid erreichte er an der Seite von Tor Svendsberget, Esten Gjelten und Ragnar Tveiten als Schlussläufer mit der Staffel den zweiten Platz hinter der zu der Zeit übermächtigen Sowjetunion. Im Einzel erreichte er als Neunter eine weitere einstellige Platzierung. Ein Jahr später gewann er in Minsk als Startläufer mit seinem Bruder, Terje Hanssen und Tor Svendsberget die Bronzemedaille im Staffelrennen und wurde zudem 31. des Sprints und Achter des Einzels. 1975 verpasste die norwegische Staffel mit Hovda, Bjørn Sirijord, Sigleif Johansen und Tor Svendsberget in Antholz als Fünftplatzierte eine weitere Medaille. Auch in den Einzelrennen waren Hovdas Leistungen weniger gut als üblich: im Sprint belegte er den 38., im Einzel den 27. Platz. Höhepunkt und internationaler Abschluss der Karriere wurden die Olympischen Winterspiele 1976 in Innsbruck. Hovda wurde 18. des Einzels und verpasste an der Seite von Terje Hanssen, Svein Engen und Tor Svendsberget als Startläufer der Staffel mit Rang fünf eine olympische Medaille um zwei Ränge.
National war Hovda sehr erfolgreich. 1970, 1971 und 1975 gewann er die Titel im Einzel, 1973 und 1977 gewann er Bronze. Im Sprint gewann er nur einmal bei der erstmaligen Austragung bei norwegischen Meisterschaften im Jahr 1974 mit dem Vizemeistertitel hinter Ivar Nordkild eine Medaille. Mit der Staffel Numedals gewann Hovda 1967, 1970, 1971, 1973, 1974, 1975 und 1976 die Titel und wurde 1968, 1972 und 1977 Vizemeister. Zu seinen Partnern in der Staffel gehörten in wechselhafter Zusammenstellung neben seinem Bruder auch Ragnar Tveiten, Odd Lunde, Anders Besseberg, Sigleif Johansen und Kjell Flesaker. Mit zehn Titeln und 16 Medaillen insgesamt ist er einer der erfolgreichsten Teilnehmer an norwegischen Meisterschaften.
Nach seiner aktiven Karriere war Hovda von 1976 bis 1980 Trainer des norwegischen Nationalteams und später Kommentator für den Norwegischen Reichsrundfunk.